# Saint-Caprais-de-Blaye
Saint-Caprais-de-Blaye è un comune francese di 569 abitanti situato nel dipartimento della Gironda nella regione della Nuova Aquitania.

## Società

### Evoluzione demografica
Abitanti censiti